# دب هالند
دبرا آن هالند (انگلیسی: Debra Anne Haaland؛ زادهٔ ۲ دسامبر ۱۹۶۰) سیاستمدار آمریکایی و ۵۴مین وزیر کشور ایالات متحده آمریکا از مارس ۲۰۲۱ تا ژانویه ۲۰۲۵ بود. وی پیش از این منصب، از سال ۲۰۱۹ به عنوان نماینده ایالات متحده از حوزه انتخابیه اول نیومکزیکو فعالیت می‌کرد. این منطقه شامل بیشتر مناطق البوکرکی، به همراه بیشتر مناطق حومه آن است. هالند در ۱۵ مارس ۲۰۲۱ توسط مجلس سنای ایالات متحده آمریکا برای بر عهده گرفتن نقش وزیر کشور تأیید شده‌است.
هالند رهبر سابق حزب دموکرات نیومکزیکو است. شریس دیویدز و هالند اولین دو زن سرخ‌پوست آمریکایی هستند که به کنگره ایالات متحده انتخاب شده‌اند.
هالند عضوی از مردم لاگونا پوئبلو است.
رئیس‌جمهور جو بایدن هالند را به عنوان وزیر کشور ایالات متحده نامزد کرد. هالند در ۱۵ مارس ۲۰۲۱ توسط سنا با رأی ۴۰–۵۱ تأیید شد. به دنبال یاد کردن سوگند توسط هالند، او تبدیل به نخستین فرد از سرخ‌پوستان آمریکا خواهد شد که در کابینه خدمت کرده‌است.